# Eve Gray
Eve Gray (nasceu Fanny Evelyn Garrett; 27 de novembro de 1900 – 23 de maio de 1983) foi um atriz britânica que atuou em filmes mudos entre 1927 e 1951.

## Filmografia selecionada
- One of the Best (1927) - Mary Penrose
- Poppies of Flanders (1927)
- The Lodger (1927)
- Moulin Rouge (1928)
- Man of the Moment (1935)
- The Happy Family (1936)
- The Last Journey (1936)
- The Angelus (1937)
- Silver Blaze (1937) - Mrs. Mary Straker
- Fifty-Shilling Boxer (1937) - Miriam Steele
- His Lordship Regrets (1938) - Enid
- One Good Turn (1951)